# Luis Leante
Luis Leante (Caravaca de la Cruz, 6 giugno 1963) è uno scrittore, insegnante e blogger spagnolo.

## Biografia
Leante è laureato in filologia classica presso l'Università di Murcia. È cresciuto nella sua città natale, Caravaca de la Cruz, dove ha acquisito l'influenza di scrittori locali come Miguel Espinosa. Nel 1992 si è trasferito ad Alicante, dove ha iniziato a lavorare come insegnante di lingua latina in un istituto superiore di istruzione.
Pur avendo esordito nella narrativa a soli 20 anni, ha raggiunto fama nazionale ed internazionale a 44 anni vincendo il Premio Alfaguara nel 2007, con il suo Guarda come ti amo.

## Opere

### Racconti
- El último viaje de Efraín (1986).
- El criador de canarios (1996).

### Narrativa
- Camino del jueves rojo (1983).
- Paisaje con río y Baracoa de fondo (1997, 2009).
- Al final del trayecto (1997).
- La Edad de Plata (1998).
- El canto del zaigú (2000, 2009).
- El vuelo de las termitas (2003, 2005).
- Academia Europa (2003, 2008).
- Guarda come ti amo (2007). In italiano.
- La luna rossa (2009). In italiano.

### Romanzi per bambini
- La puerta trasera del paraíso (2007).
- Rebelión en Nueva Granada (2008).